# Воронежский троллейбус
Воронежский троллейбус — троллейбусная система в городе Воронеже.
После торжественного митинга 6 ноября 1960 года троллейбусная система была открыта, за несколько дней до этого проводилась обкатка подвижного состава на линии. Первый троллейбус вышел на городские улицы по маршруту № 1 под управлением Героя Советского Союза Лебедева Дмитрия Ильича. До 1976 года функционировало троллейбусное депо № 1 на улице Космонавтов, с 1976 года к нему прибавилось построенное троллейбусное депо № 2 на улице Хользунова. В 1978 году для разгрузки левобережных маршрутов был открыт троллейбусный профилакторий на улице Землячки.
В настоящее время троллейбусное депо № 1 на улице Космонавтов имеет на балансе 4 городских маршрута: №7, №11, №33, №99. На месте закрытого в сентябре 2009 года троллейбусного депо № 2 построен жилой комплекс «Острова», троллейбусный профилакторий с 2002 года закрыт. С 2009 года развитие троллейбуса определялось частично действовавшей муниципальной программой по восстановлению движения городского электротранспорта, срок действия которой завершился в 2014 году.

## История

### Открытие и нулевые годы
К концу 1950-х годов было принято решение о расширении Воронежа в сторону юго-запада, где и началось строительство нового жилого микрорайона, впоследствии получившего название Юго-Западного. В комплексе нового микрорайона закладывалось строительство новых промышленных предприятий, в том числе, было заложено строительство троллейбусного депо на улице Бессарабской (ныне — улица Космонавтов). До этого времени в Воронеже пассажирские перевозки осуществлялись только автобусными перевозчиками и трамвайным транспортом. Решение о строительстве троллейбуса было принято совнархозом.
В 1958 году началось строительство нового депо. Спустя год после строительства депо началось строительство первой троллейбусной линии, трассировка которой была намечена от железнодорожного вокзала к южной окраине города по проспекту Революции, по улицам Кирова, Кольцовской до улицы Бессарабской (ныне стык улицы Космонавтов и улицы Колесниченко).
Для пуска троллейбуса были демонтированы трамвайные пути по проспекту Революции и улице Кирова. Однако трамвайный транспорт продолжал развиваться, за несколько лет до запуска движения троллейбуса было открыто новое трамвайное депо № 2 на левом берегу, продолжалось строительство и проектировка новых линий по обоим берегам реки Воронеж
6 ноября 1960 года в первый рейс по маршруту № 1 (ул. Бессарабская — Ж/д вокзал Воронеж-1) отправились первые воронежские троллейбусы. На линию вышло 10 троллейбусов МТБ-82. Всего же в Воронеж поступило 32 троллейбуса МТБ-82, а через несколько лет, с 1965 года, начались поставки новой модели троллейбусов: ЗиУ-5, эксплуатировавшихся в Воронеже до середины 1980-х годов.
Первым водителем троллейбуса в Воронеже стал Герой Советского Союза, Дмитрий Ильич Лебедев, в войну — лётчик-штурмовик. Спустя годы его именем назовут троллейбусное депо № 1 на улице Космонавтов (б. Бессарабская), откуда Д. И. Лебедев и вывел в рейс первый троллейбус.
К концу 1960 года в городе эксплуатировалось 19,2 километра троллейбусных линий, движение по которым осуществляло 18 троллейбусов. За сутки троллейбусы перевозили до 50 тысяч человек. Троллейбусные маршруты проходили от механического завода до железнодорожного вокзала Воронеж-1 (маршрут № 1) и от железнодорожного вокзала до аэропорта, расположенного в те годы на улице Хользунова (маршрут № 2).
В 1961 году была построена новая линия от железнодорожного вокзала Воронеж-1 до завода ЖБИ в Юго-Западном микрорайоне; маршрут получил номер 3, а в 1963 году троллейбусное движение пришло и на левый берег — в строй была введена новая линия ВГУ — ул. Героев Стратосферы, проходившая по Чернавскому мосту — этот маршрут получил 4-й номер. К концу 1963 года протяжённость троллейбусных линий увеличилась до 47,7 километра, по которым курсировало 80 троллейбусов.
В первом юбилейном для воронежского троллейбуса, 1965 году, был открыт троллейбусный маршрут № 5, связавший механический завод с аэропортом на ул. Хользунова, и маршрут № 6 (Юго-Западный район — ВГУ — Никитинская площадь). За это время улучшилось техническое оснащение троллейбусного парка, техническая культура, обслуживание пассажиров. В Воронеж поступают первые троллейбусы ЗиУ-5. К концу года в городе функционировало 7 маршрутов, общая длина которых составила 56 километров.
За первые пять лет своего существования, троллейбусы перевезли 362 миллиона 614 тысяч 300 пассажиров.
В 1966 году была продлена линия на улице Пешестрелецкой до улицы Героев Сибиряков.
Пассажиропотоки, обслуживаемые городским транспортом, постоянно возрастали, в связи с чем 12 сентября 1966 года впервые в истории Воронежа, в качестве пробного проекта было введено бескондукторное обслуживание на 4 троллейбусах, что позволило увеличить выпуск подвижного состава на линию. К концу 1966 года на линию выходило от 85 до 90 троллейбусов, курсировавших по семи маршрутам. В троллейбусное депо № 1 поступило 15 новых троллейбусов.
Строительство новых линий троллейбуса стремительно продолжалось — в 1969 году была введена в эксплуатацию новая троллейбусная линия, трассировка которой прошла от Кольцовского сквера до Железобетонного завода.
К сентябрю 1969 года в Воронеже открывается новый маршрут № 9, следующий от железнодорожного вокзала Воронеж-I по улице Мира и Чернавскому мосту на левый берег (ост. Северо-Восточный район). До момента запуска очередного маршрута троллейбус был одним из основных перевозчиков пассажиров и гостей города от железнодорожного вокзала. Особой популярностью пользовались маршруты до аэропорта (ныне — ул. Хользунова) и в юго-западном направлении в Советский район.
Развитие воронежского троллейбуса до 1967 года:
| Годы | Длина линий | Количество машин | Количество пассажиров (тыс. чел.) | Выручка (тыс. руб.) | Количество работников |
| ---- | ----------- | ---------------- | --------------------------------- | ------------------- | --------------------- |
| 1961 | 35,6        | 32               | 20131,7                           | 812,7               | 380                   |
| 1965 | 56,2        | 130              | 50531,6                           | 2026,4              | 970                   |
| 1966 | 69,7        | 145              | 55227,3                           | 2212,5              | 1126                  |
| 1967 | 72,1        | 166              | 60216,4                           | 2414,1              | 1211                  |

### Развитие в 1970-х—1980-х годах
Следствием постоянного, динамичного развития троллейбуса в Воронеже стало улучшение экологической ситуации, открытие новых линий и увеличение количества троллейбусных маршрутов. К 1970 году, спустя 10 лет после запуска движения «рогатого» транспорта в Воронеже действовало уже девять троллейбусных маршрутов. В феврале 1971 года опубликованы планы расширения сети городского электротранспорта в Воронеже. Так, в девятую пятилетку должно было быть построено 27 километров новых троллейбусных линий. Шло строительство троллейбусной линии к Северо/Восточному району по Ленинскому проспекту.
29 апреля 1971 года открывается новый маршрут № 10 (Кольцовский сквер — улица Комарова). Газеты в те памятные для воронежского троллейбуса дни писали:

«Несмотря на то, что первая половина дня 29 апреля была дождливой, к 4 часам на кольце электротранспорта в Юго-западном районе собралось много людей. Ещё бы, такое бывает нечасто — открытие нового троллейбусного маршрута»

Новая линия имела длину около 2 километров. В её строительстве принимали участие работники ТТУ, строители и монтажники СУ-9, СМУ-12 и рабочие треста «Центрэлектромонтаж». На митинге, посвящённом открытию новой линии, были вручены почётные грамоты горкома КПСС и горисполкома. Движение по новой линии на троллейбусе под № 1 открыл один из лучших водителей троллейбусного депо — Н. Разненков.
5 декабря 1971 года в Воронеже завершается строительство ещё одной новой троллейбусной линии от улицы Героев Стратосферы до завода ГОО. В этот же день состоялся пробный запуск двух троллейбусов по новой линии. Общая же протяжённость нового, 11-го маршрута должна была составить 12 километров. Примечательно, что при строительстве линии использовались и современные на тот период времени технологии, в частности, на Новосибирской улице была смонтирована продольно-цепная подвеска контактной сети. Электроснабжение новой линии осуществлялось от отдельной подстанции № 2.
В 1972 году в Воронеже образовано Воронежское водохранилище. Вводятся новые маршруты движения троллейбуса — № 3 (Ул. Комарова — Ж/д Вокзал), 12 (Ж/д Вокзал — Ул. Клиническая), 8А (ВГУ — Ул. Брусилова; маршрут выходного дня). Открывается новая троллейбусная линия по улице Пушкинской. Кроме того, в город поступила первая партия новых троллейбусов ЗиУ-9Б. Троллейбусы данной модели поступили в серийное производство к началу 1970-х гг. и являлись самыми современными отечественными моделями, производимыми серийно. В дальнейшем Воронеж получал исключительно разновидности данной модели.
К концу 1972 года в троллейбусном депо работало до 120 троллейбусов, которые курсировали по нижеприведённому расписанию:
| Время работы     | Количество машин |
| ---------------- | ---------------- |
| С 5 до 6 ч       | 65               |
| С 7 до 9 ч       | 120              |
| С 9 до 15 ч      | 86               |
| С 15 до 16 ч     | 89               |
| С 16 до 18 ч     | 120              |
| В 19 ч           | 114              |
| В 20 ч           | 84               |
| В 21 ч           | 74               |
| В 22 ч           | 67               |
| С 23 до 1 ч ночи | 42               |
| В 2 ч ночи       | 3                |

К началу 1970-х гг. город начал развиваться в северном направлении, а Коминтерновский район начал интенсивно застраиваться и расширяться. Вследствие этого обширное развитие получили электротранспортные сети — так, середина 1970-х гг. ознаменовалась строительством новой трамвайной линии к Студенческому городку ВПИ, а троллейбусная линия реконструируется с продлением от территории бывшего аэропорта (был расположен на ул. Хользунова) до нового кольца «Северный район».
Вместе с этим, в районе были построены новые жилые комплексы, учебные заведения, общежития и промышленные объекты. В 1974 году в Северном микрорайоне открылся крупнейший в европейской части страны ремонтный трамвайно-троллейбусный завод — ВРТТЗ. Вместе с этим, с начала 1970-х гг. шло строительство нового троллейбусного депо № 2, расположенного на улице Хользунова. К новому троллейбусному депо была построена однопутная троллейбусная линия по улицам Беговая, Шишкова и Хользунова.
Небольшая статистика за 1975 год — к концу года действовало 11 троллейбусных маршрутов, общая протяжённость сети составила 90 км, в часы пик выпуск подвижного состава на линию составлял 135—140 троллейбусов. Ежедневные перевозки пассажиров были достаточно высокими — в районе 180—190 тыс. пассажиров. За 15 лет работы воронежский троллейбус перевёз 830 миллионов пассажиров
Эксплуатационные возможности нового депо позволяли разместить в нём до 200 троллейбусов, в том числе с проведением всех видов ремонта, включая капитально-восстановительный. Сметная стоимость постройки составила 2 млн. 118 тыс. рублей в ценах того времени.
Основные работы по строительству депо были завершены к июлю 1976 года. Торжественное открытие нового электротранспортного объекта состоялось 23 июля 1976 года. К открытию депо в город поступила партия новых троллейбусов ЗиУ-9, которым были присвоены номера нового депо (серия цифр от 201). Первой машиной, вышедшей на линию из ворот нового депо, стал троллейбус № 201 под управлением водителя первого класса — И. С. Глебова. Вместе с вводом в эксплуатацию нового депо состоялся и запуск нового маршрута № 7 («ВГУ — Троллейбусное депо № 2»), который работает в неизменном виде и сегодня. Данный маршрут с момента запуска ни разу не менял свой путь следования, в то время как остальные маршруты претерпевали многократные изменения. Первое время в депо № 2 обслуживались маршруты № 2, 5, 7, позднее их список увеличился.
Увеличение пассажиропотоков и количества перевозимых пассажиров в течение нескольких лет потребовало и расширение маршрутной сети — 6 ноября 1976 года открылся кольцевой маршрут троллейбуса № 14 («ДК Кирова — Пл. Ленина»). Кроме того, для обслуживания нового маршрута была построена новая тяговая подстанция по ул. Челюскинцев. Протяжённость нового маршрута составила 12 км, путь следования его оставался неизменным до 2002 года. Спустя некоторое время был открыт и кольцевой маршрут № 15, путь следования которого был обратным маршруту № 14.
Кроме того, продолжалось и развитие сети в «исконно троллейбусном» районе города — Советском: так, например, к концу 1976 года было завершено строительство новой троллейбусной линии по улицам Маршака и Домостроителей протяжённостью около 5 километров в однопутном исчислении. На эту линию был переведён маршрут № 1, ранее ходивший по улице Пешестрелецкой, и пущен новый маршрут, № 13, следовавший от улицы Комарова в Юго-Западном районе до центральной площади города.
Увеличение количества подвижного состава потребовало строительства новых площадок. Несмотря на то, что совсем недавно, — в 1976 году, было введено в строй новое троллейбусное депо № 2, троллейбусу требовалась площадка и на левом берегу Воронежского водохранилища.
Все левобережные маршруты в те годы находились на обслуживании первого троллейбусного депо, и новая площадка, названная троллейбусным профилакторием, стала филиалом депо № 1 на левом берегу и использовалась для дневного отстоя машин. Профилакторий был введён в эксплуатацию в 1978 году, его же строительство шло около двух лет.
Вместительность профилактория составляла 50 троллейбусов, кроме достаточно большого веера, он включал в себя и ремонтные боксы, позволяющие проводить полноценный текущий ремонт подвижного состава.
К профилакторию была построена новая троллейбусная линия по улице Землячки, а новая конечная станция у алюминиевого завода (ВЗСАК) стала одной из самых крупных в городе троллейбусных конечных. Троллейбусная линия к заводу ВЗСАК была запущена в эксплуатацию только к концу 1979 года, и в то же время была введена в строй новая троллейбусная линия по улице Среднемосковской (двухпутная линия от улицы Пушкинской до площади Заставы, суммарной протяжённостью около 4 километров).
К 1980 году транспортное обслуживание города осуществляло два троллейбусных депо и троллейбусный профилакторий. Действовало 15 маршрутов, охватывающих основные направления городских перевозок и крупные промышленные предприятия. Тем не менее, строительство и расширение троллейбусной сети продолжалось — 30 сентября 1980 года открылось движение по новой магистрали, построенной в Северном микрорайоне города. По ней сразу же были продлены троллейбусные маршруты № 2,5 и 12 до конечной станции «Северный район». Общая протяжённость новой линии составила 8,7 километра, а путь следования новых маршрутов удлинился на пять остановочных пунктов.
6 ноября 1981 года состоялось открытие троллейбусного маршрута № 17, соединившего Северный микрорайон (бульвар Победы) с Юго-Западной окраиной города — улицей Перхоровича. Данный троллейбусный маршрут стал самым популярным за всю историю воронежского троллейбуса — и сегодня он пользуется большим спросом у жителей и гостей города. Первое время на протяжённом маршруте курсировало лишь восемь машин, однако со временем их количество существенно увеличилось.
Для улучшения работы городского транспорта, сокращения простоев на линии, в 1982 году на подвижном составе вводится сначала в качестве эксперимента, а затем и на постоянной основе, автоматическая система диспетчерского управления (АСДУ), разработанная воронежскими специалистами. Первое время АСДУ были оснащены троллейбусы маршрута № 7, и по итогам завершения первого этапа испытаний системы, аппаратурный комплекс успешно себя зарекомендовал. Помимо этого, к концу 1982 года проведена реконструкция троллейбусной линии по улице Кирова, протяжённость которой составляла около двух километров.
В Советское время для каждого крупного города СССР с населением от 250 тыс. человек должна была быть разработана комплексная транспортная схема развития городского транспорта и улично-дорожной сети. Исходными данными для разработки любой комплексной транспортной схемы являлись материалы генерального плана развития города, отчётные данные по технико-эксплуатационным показателям работы городского транспорта и материалы обследования расселения людей по отношению к местам их работы, подвижность населения и размеры пассажиропотоков. Данные схемы разрабатывались на срок до 15 лет с разделением первоочередных работ на ближайшие пять лет.
В Воронеже подобная транспортная схема была разработана в 1971 году. Однако из-за задержек в согласовании с Минавтотрансом, Госстроем, МЖКХ РСФСР она начала действовать только с 1975 года. Воронежская комплексная транспортная схема была разработана на срок реализации до 1990 года, с разделением на три очереди, первая из которых была рассчитана до 1980 года.
В 1983 году институтом «Гипрокоммундортранс» была разработана комплексная транспортная схема для города Воронежа, предусматривающая строительство скоростного трамвая в Воронеже (23 км линий к 1985 году) и увеличение подвижного состава трамвайных депо до 470 вагонов и троллейбусного парка до 431 троллейбуса.
Однако развитие городского электротранспорта шло с большими отклонениями от разработанной комплексной транспортной схемы. Так, вместе с развитием Советского района, строились и линии электрического транспорта в данном направлении. Аналогично складывалась ситуация и с Северным микрорайоном.
Согласно статистике, в 1984 году в Воронеже действовало два троллейбусных депо, а также площадка для отстоя троллейбусов на левом берегу; общая протяжённость троллейбусных линий составляла 130 километров, количество эксплуатируемых маршрутов возросло до шестнадцати, и вся троллейбусная энергосистема обслуживалась 23 подстанциями.
Особенно значимым для воронежского троллейбуса выдался 1987 год. В январе был открыт новый маршрут № 6, следующий от улицы Владимира Невского до улицы Пушкинской по улицам Жукова и Московскому проспекту. Обратно из центра в сторону Северного микрорайона маршрут пролегал, как нынешняя «двойка» — по улице Плехановской. Общее же количество троллейбусных маршрутов увеличилось до семнадцати. В течение года троллейбусный парк пополнился новыми машинами ЗиУ-9, а их общее количество возросло до 238 единиц. Были обнародованы планы развития троллейбуса: предполагалось строительство троллейбусных линий в Северном микрорайоне — по улице Шишкова до железнодорожного вокзала Воронеж-I с выходом на улице Ленина и по бульвару Победы до улицы 60-й Армии с выходом к трамвайному кольцу. Кроме того, было начато строительство новой линии в Юго-Западном районе города — по улице Южно-Моравской. К концу 1987 года все маршруты, эксплуатируемые троллейбусным депо № 2, были переведены на обслуживание системой АСДУ, что существенно упростило работу диспетчеров и водителей.
В 1988 году открывается новая троллейбусная линия по улице Южно-Моравской на участке от троллейбусного кольца «улица Южно-Моравская» до конечной станции, расположенной на улице Перхоровича. По новой линии были продлены маршруты № 3 и 17, а их общая протяжённость возросла на шесть километров, кроме того, были обнародованы планы по переносу движения на новую линию маршрутов № 5, 13. Время так называемой «круговой поездки» от Советского района до Северного микрорайона составило 86 минут. Число троллейбусов на вышеуказанных маршрутах увеличилось на 6 единиц. Для запуска движения по новой линии потребовалось реконструировать тяговую подстанцию № 10 и построить новую подстанцию № 29. К декабрю 1988 года на работу с системой АСДУ были переведены также и все маршруты троллейбусного депо № 1.
В конце 1980-х годов были обнародованы планы по строительству новых линий. Предполагалось расширение троллейбусной сети в Северном микрорайоне Воронежа — новые линии должны были пройти по улицам 60-й Армии (протяжённость — 2,5 км), Шишкова — с выходом к заводу имени Дзержинского (протяжённость — 8,5 км), а также по Северному мостовому переходу с выходом на улицу Ленина к железнодорожному вокзалу (протяжённость — 8,6 км). Помимо строительства новых линий предлагалось преобразование троллейбусного профилактория в новое троллейбусное депо № 3.

### Сложный период 1990-х годов
В результате всех преобразований к началу 1990-х годов в городе сложилась комплексная система городского транспорта. В обслуживании населения были задействованы основные виды транспорта — автобусы, трамваи и троллейбусы. Движение осуществлялось по чётко выработанной схеме, охватывающей все районы города и крупные промышленные зоны на левом берегу, учебные заведения и другие социальные комплексы. Основой городских перевозок был электрический транспорт, именно ему были отданы основные транспортные магистрали. Автобусы же обслуживали преимущественно более удалённые районы — Отрожку, ВАИ, Воронежский БАМ. В то же время они существенно не дублировали маршруты городского электротранспорта, оставляя основные пассажиропотоки для обслуживания экологически чистого транспорта.
С 1992 года объёмы финансирования городского транспорта резко сокращаются. Изменения затрагивают всех без исключения транспортников. В то же время, начинается сокращение рабочего персонала многих промышленных предприятий и сокращение производства, в связи с чем начинается дефицит запчастей для обслуживания подвижного состава, а оставшиеся производители увеличивают цены на производимые товары, чтобы обеспечить какое-либо существование своих предприятий.
В это время массовый характер приобрели забастовки рабочих коллективов по всей стране. Воронежские троллейбусники также проводили регулярные забастовки, требуя своевременной выплаты заработной платы и социальных гарантий.
3 июля 1992 года меняется руководство Воронежского производственного объединения горэлектротранса (бывшее ТТУ) — издаётся приказ главы города Воронежа, которым по собственному желанию от своей должности освобождается В. Рубненков, руководивший предприятием с 1976 года. На должность руководителя предприятия назначается О. А. Плаксин, ставший у руля объединения фактически до начала его развала в 2002 году.
К 1993 году троллейбусный парк был сильно изношен — большинство машин к тому времени выработали свой ресурс, оставшаяся часть требовала ремонта. Новые троллейбусы объединение не закупало с 1990 года. Новый руководитель сумел изыскать средства для закупки самой большой партии троллейбусов за всю историю города — 72 машины, причём некоторые из них проработали на городских магистралях до середины 2010-х годов, несмотря на очевидную выработку своего ресурса (в среднем срок службы троллейбуса равен 10 годам, однако он может быть увеличен до 15 лет при проведении капитального ремонта).
Сразу после своего назначения, О. Плаксин совершил визит в Чехословакию, где им был подписан договор о сотрудничестве с чешской рекламной компанией «Тобро». Данный протокол предусматривал бартерный обмен — то есть предприятие предоставляет свой подвижной состав для размещения на нём рекламы, а компания поставляет запчасти для трамвайных вагонов Tatra и другие спецчасти со скидкой около 50 %. В то время, когда у предприятия были большие сложности с финансированием, наблюдался огромный дефицит запчастей к подвижному составу, и фактически в стране не было свободного движения иностранных валют, этот контракт был весьма выгодным для города и транспортников.
В то же время О. Плаксиным было решено создать рекламное агентство при производственном объединении с целью размещения рекламы на подвижном составе депо и столбах, принадлежащих предприятию. Первые годы агентство являлось совместным предприятием с компанией «Тобро», а к концу 1990-х гг. рекламное агентство было преобразовано и работает до сих пор, занимая одну из ведущих позиций на воронежском рынке рекламных услуг.
Уже 14 апреля 1993 года на городские улицы вышел первый троллейбус в рекламе. Рекламной стала машина № 220 троллейбусного депо № 2. Троллейбус рекламировал компанию «ДиМи» — официального представителя гораздо более известной в то время японской компании «Минольта». За размещение рекламы сроком на один год компания заплатила производственному объединению достаточно неплохую по тем временам сумму — 365 долларов.
В 1990-е годы частыми стали случаи несвоевременной выплаты заработной платы работникам предприятий, контроль над общественным порядком стал гораздо более мягким, и для предприятия особенно остро проявилась не случавшаяся ранее проблема — массовый проезд безбилетников. Нередкими стали и случаи вандализма на подвижном составе — в вагонах выбивали стекла, резали и откручивали сиденья. Увечился и уровень преступности в отношении работников ГЭТа — бывало, что водителей избивали, нанося им тяжёлые телесные травмы и отбирали дневную выручку. В связи с этим, вечерние рейсы (после 20-00 ч.) пришлось отменить на протяжённых и удалённых от города направлениях, однако сокращался путь следования преимущественно у воронежских вагоновожатых — троллейбусники курсировали практически без изменений.
В условиях недостаточного финансирования, предприятие решило сосредоточиться на оптимизации существующей маршрутной сети. Строительство новых линий прекратилось, только в 1994 году был достроен небольшой участок троллейбусной линии в Советском районе города, строившейся с 1991 года. Он протянулся на небольшом участке по улице Комарова от пересечения с улицей Олеко Дундича до троллейбусной кольцевой развязки на улице Южно-Моравской. Сразу после открытия новой линии, троллейбусный маршрут № 13 был продлён по ней до улицы Перхоровича. Ныне данный участок используется для служебного движения.
Вместе с тем, начавшаяся оптимизация маршрутной сети увеличила количество троллейбусных маршрутов в городе. Появились новые маршруты:
- С апреля 1993 года был запущен разрывной маршрут (ходил только в часы пик) № 18, связавший крупный Коминтерновский район с центром города — от улицы Жукова до площади Заставы. Новый маршрут предназначался для разгрузки других маршрутов, проходящих по Северному району, в частности № 6, 16 и 17.
- В августе 1993 года как временный был открыт маршрут № 4А — от улицы Циолковского до ВГУ через Вогрэсовский мост. Однако, согласно пожеланиям пассажиров, маршрут продолжил работу, получив зимой 1993/94 года № 19.
- В 1998 году открывается троллейбусный маршрут № 20, соединивший улицу Циолковского и район Машмет (завод ГОО) по Ленинскому проспекту. , также открылись достаточно короткие маршруты № 21, 22. Маршрут № 21 соединял железнодорожный вокзал с конечной остановкой «улица Ильича», а № 22 — улицу Ильича с ВГУ. По факту же они являлись укороченными вариантами маршрутов № 9 и 8 соответственно.

Именно в производственном объединении воронежского городского электрического транспорта была успешно внедрена такая технологическая новинка, как автоматическая система дистанционного управления (АСДУ), и практически окончательно покончено с безбилетным проездом и вандализмом.

### Стагнация в 2000—2007 годах
Согласно инвентаризационным данным по состоянию на 1 января 2001 года на балансе производственного объединения «Воронежгорэлектротранс» находилось два троллейбусных депо, а также площадка для осмотра и отстоя подвижного состава (троллейбусный профилакторий). Кроме того, на балансе предприятия числилось 189 единиц троллейбусов. В городе действовало 18 троллейбусных маршрутов, охватывающих основные направления городских перевозок и крупные пассажиропотоки. В среднем, каждый день на линию выходило 137 троллейбусов на 141 километр эксплуатирующихся линий.
В декабре 2000 года в городе проходят очередные выборы мэра. Новым градоначальником избирается А. Ковалёв. С его приходом к власти кардинально меняется структура финансирования электрического транспорта, а также происходят переназначения руководителей городского транспорта — меняется руководство управления городских пассажирских перевозок. Транспортная общественность и работники муниципальных предприятий усмотрели в нём главного виновника начавшегося развала в сфере городского электрического транспорта.
С 2001 года начинается корректировка маршрутной сети троллейбуса. Популярные маршруты сокращаются, увеличиваются интервалы движения, состояние подвижного состава резко ухудшается. Вместе с тем происходит закрытие протяжённой троллейбусной линии к заводу ВЗСАК в 2002 году и троллейбусного профилактория, расположенного на улице Землячки. Территория профилактория на некоторое время передаётся в ведение ПАТП-4, однако в 2006 году возвращается в собственность производственного объединения «Воронежгорэлектротранс», с последующей продажей объекта на аукционе в 2009 году.
Кризисная ситуация, сложившаяся с воронежским троллейбусом, продолжала активно развиваться. Подвижной состав троллейбусных депо постепенно приходил в состояние металлолома на колёсах, последняя же закупка новых троллейбусов произошла хоть и сравнительно недавно — в 2001 году, однако количество закупленных троллейбусов было невелико — всего семь машин модели ЗиУ-682Г. Вместе с тем, город более не имел возможности выделять финансы на поддержание троллейбуса и обновление подвижного состава.
В начале 2002 года городской администрацией был издан приказ о запрете использования автобусов средней вместимости (типа ПАЗ) на центральных улицах, в частности, проспекте Революции. Индивидуальные предприниматели — перевозчики, в числе которых был и владелец крупнейшей в городе частной транспортной компании ЗАО «Интранс» — И. Н. Татаринов, начали переходить на автобусы большой вместимости (типа ЛиАЗ-5256). Для отстоя и текущего ремонта автобусов компания ЗАО «Интранс» предприняла попытку арендовать часть территории троллейбусного депо № 2, без ущерба для работы троллейбусов. Однако сделать это удалось только при поддержке городской администрации, которая назначила И. Н. Татаринова новым директором троллейбусного депо № 2. С его приходом к руководству депо начались масштабные перемены на территории парка. Было уложено новое асфальтовое покрытие на территории депо, восстановлено освещение, произошло частичное переоснащение ремонтных боксов депо новым оборудованием. Неиспользуемую часть огромной территории депо было решено сдать в аренду по единому тарифу для всех арендаторов. Был произведён расчёт по долгам, связанным с выплатой заработной платы персоналу депо.
К марту 2002 года троллейбусное депо № 2 обслуживало маршруты № 2, 7, 9, 21, 22. На территории парка находился 91 троллейбус, из которых 16 машин были списаны. Новым руководством парка принимается решение о проведении капитально-восстановительного ремонта части троллейбусов и проведении исследования пассажиропотоков для возможного открытия новых троллейбусных маршрутов.
Эксперимент с запуском коммерческих трамваев и троллейбусов, начавшийся 16 января 2002 года, провалился из-за низкой производственной дисциплины. Таким образом, производственное объединение продолжало накапливать долги, оплачивать которые ни областные, ни городские власти, прямо скажем, не спешили.
Именно поэтому городской администрацией было принято решение о сдаче территории первого троллейбусного депо в долгосрочную аренду компании-инвестору из Нижнего Новгорода (ОАО «Нижегородский троллейбус»). Инвестор пришёл в город с масштабными планами обновления подвижного состава депо за счёт капитального ремонта большей части троллейбусов и поступления новых троллейбусов из Нижнего Новгорода, где их выпускал под собственной моделью.
Договор аренды начал действовать 19 февраля 2003 года. Кроме обновления, обслуживания и капитального ремонта подвижного состава он предусматривал поставку двух новых троллейбусов в Воронеж каждый месяц, предоставление в салонах «рогатых» пяти льготных мест для проезда социально незащищённых категорий граждан и оплату всех расходов по электроэнергии.
Некоторое количество троллейбусов было капитально отремонтировано, арендатор депо поставил в город 4 новых троллейбуса из Нижнего Новгорода. Троллейбусный парк № 1 продолжал эксплуатировать ранее существующие маршруты — № 1, 3, 4, 5, 11, 17 и периодически запускал новые маршруты по ранее работающим линиям.
Ожидаемого улучшения ситуации с воронежским электротранспортом вследствие прихода компании-инвестора из Нижнего Новгорода так и не произошло. Помешал этому ряд обстоятельств — отставка прежнего мэра города А. Я. Ковалёва в ноябре 2003 года и последовавшая вслед за этим смена городского руководства в марте 2004 года, конкуренция со стороны частного транспорта, введение конкурсного производства в отношении предприятия-собственника территории (ПО ВГЭТ) в 2005 году и различные махинации самого ОАО «Нижегородский троллейбус».
Осенью 2005 года с аукциона была продана территория троллейбусного депо № 1 для строительства на ней торгового центра компанией ОАО «Атлантида». К этому времени депо эксплуатировало троллейбусные маршруты № 4, 5, 11. В декабре 2005 года на аукцион было выставлено оставшееся имущество троллейбуса — троллейбусное депо № 2, диспетчерские пункты и несколько троллейбусов.
В феврале 2006 года происходит продажа территории второго троллейбусного депо и ряда диспетчерских пунктов троллейбуса с закрытого аукциона компании ОАО «Стройплюс».
Состояние троллейбусного хозяйства в городе продолжало ухудшаться. Выделяемых городским бюджетом средств едва хватало на оплату электроэнергии и заработной платы работникам депо. Между тем, у компании ОАО «Нижегородский троллейбус» накопились немалые долги в самом Нижнем Новгороде и в Воронеже. Городской администрацией было принято решение о расторжении договора аренды территории троллейбусного депо № 1 с арендатором в апреле 2006 года. ОАО «Нижегородский троллейбус» вернулся обратно в Нижний Новгород, забрав с собой четыре новых троллейбуса, поставленных для Воронежа. Из-за долгов компании энергетики обесточили троллейбусное депо № 1 с 20 апреля 2006 года. Этот день можно считать днем закрытия троллейбусного депо № 1, так как с этого момента троллейбусы, находящиеся на его территории, на линию больше не вышли. Большая часть машин впоследствии будет распилена, однако 20 наиболее работоспособных троллейбусов перевезут на территорию троллейбусного парка № 2 для дальнейшей эксплуатации.
С апреля 2006 года закрыто движение троллейбусов на левом берегу Воронежского водохранилища, обслуживаемых ранее первым троллейбусным депо. В городе остаётся три маршрута (№ 2, 7, 17), обслуживаемых депо № 2. Ежедневный выпуск подвижного состава на линию составлял порядка 45 троллейбусов.
Ситуация с троллейбусным хозяйством находилась в состоянии застоя — городу не принадлежали территории под троллейбусными депо, а возможности приобретать новые машины не было — в случае закрытия троллейбусного депо № 2 их просто негде было бы хранить и эксплуатировать. Так продолжалось почти три года.

### Восстановление и программы развития в 2009 году.
В марте 2008 года в городе прошли очередные выборы мэра города. Главой Воронежа был избран С. М. Колиух. С его приходом к власти были произведены назначения новых чиновников на ключевые должности, в том числе сменилось руководство МУП МТК «Воронежпассажиртранс», ушёл со своего поста руководитель управления организации городских пассажирских перевозок.
Одним из приоритетных направлений новой команды было заявлено восстановление городского транспорта, в том числе экологически чистого — троллейбуса. Для этого была разработана комплексная программа «Развитие пассажирского транспорта Воронежа на 2009—2013 годы».
В целях экономии средств из городского бюджета были получены договорённости с заводом ЛиАЗ, который выделил городу новый троллейбус бесплатно для проведения испытаний в условиях конкретного путевого хозяйства. На городские магистрали он был запущен из ворот троллейбусного депо № 2 2 июля 2008 года под бортовым № 301.
В результате многочисленных нареканий ремонтников и нехватки необходимого оборудования, экспериментальный троллейбус ЛиАЗ-5280 проработал на улицах города до середины сентября, после чего находился на территории троллейбусного депо № 2 до декабря 2008 года, когда был отправлен обратно на завод-изготовитель. В дальнейшем было решено отказаться от закупок троллейбусов данной модели.
26 — 28 июня 2008 года в городе прошёл Первый Воронежский инвестиционный форум, на котором было представлено два инвестиционных проекта в сфере городского транспорта. Первый проект предполагал восстановление сети муниципального транспорта в Воронеже, в том числе развитие трамвайных и троллейбусных перевозок. В дальнейшем, именно на его основе будет разработана комплексная программа «Развитие пассажирского транспорта Воронежа на 2009—2013 годы», с исключением из неё каких-либо упоминаний о развитии трамвайного хозяйства. Второй же проект предполагал создание в городе сети лёгкого метро, согласно принятому Генеральному плану развития Воронежа. Однако инвесторов на эти проекты так и не нашлось.
В сентябре 2008 года был восстановлен участок троллейбусной линии в Советском районе города — от улицы Южно-Моравской до улицы Перхоровича. Троллейбусный маршрут № 17 продлевается на пять остановочных пунктов, и фактически был восстановлен в его первоначальном варианте.
Неудачные испытания троллейбуса ЛиАЗ-5280 показали, что городу требуется выбрать другую модель для эксплуатации на троллейбусных маршрутах. Городским бюджетом выделяются средства для закупки одного нового троллейбуса ЗиУ-682Г производства завода Тролза. Аналогичные троллейбусы эксплуатируются в городе с 1972 года. В ноябре 2008 года в город прибыл новый троллейбус. По прибытии в город он получил бортовой № 300 и стал первой машиной, закупленной городом за последнее время в троллейбусном депо.
Испытания нового троллейбуса показали, что данная модель приспособлена для эксплуатации на городских улицах и легко осваиваема ремонтным персоналом. Вследствие чего мэрия принимает решение о закупке новой партии аналогичных машин в 2009 году.
12 марта 2009 года городская администрация анонсирует закупку новых троллейбусов ЗиУ-682Г производства завода Тролза в количестве 22 штук, в том числе прибытие одного низкопольного троллейбуса Тролза-5265. С 29 марта до середины мая город получил всю партию, состоящую из 21 высокопольного и одного низкопольного троллейбуса.
Приход новых троллейбусов потребовал и увеличение рабочих мест с приходом новых водителей троллейбуса. С февраля 2009 года до ноября 2009 года было набрано в общей сложности пять групп, которые были обучены до марта 2010 года. Одна из групп целиком состояла из уволенных водителей трамвайного депо № 3, которым было предложено пройти переобучение на водителей троллейбуса с закрытием трамвайного движения в апреле 2009 года.
Руководством МУП МТК «Воронежпассажиртранс» было принято решение о вводе в эксплуатацию новых троллейбусов не по уже существующим к началу 2009 года маршрутам (№ 2,7,17), а на заново восстановленные маршруты, существующие ранее. Это было связано с тем, что троллейбусное хозяйство города находилось в аренде у компании ЗАО «Воронежский троллейбус», а городское имущество, закупленное на бюджетные средства, согласно действующему законодательству, не может быть передано в аренду предприятию с частной формой собственности.
В связи с этим городское руководство пошло по пути «наименьшего сопротивления» и решило первоначально восстановить маршрут № 7а (бывший № 22), так как его трассировка проходила по уже задействованным в маршрутном движении троллейбусным линиям (из Северного микрорайона Воронежа до ВГУ по Московскому проспекту). Движение на маршруте 20 апреля 2009 года открыли три новых троллейбуса (№ 301,302,303). Постепенно, с увеличением числа водителей и вводе в эксплуатацию новых троллейбусов, количество машин было увеличено до десяти, а сам маршрут быстро стал популярным.
К 2009 году с различных аукционов было распродано практически все недвижимое имущество обанкротившегося МУП «Воронежгорэлектротранс», в том числе площадки всех трамвайных и троллейбусных депо. Таким образом, у города не было собственной территории для размещения приобретённых троллейбусов — собственник территории троллейбусного депо № 2 мог практически в любой момент расторгнуть договор аренды территории — и в таком случае троллейбусное движение в столице Черноземья просто бы остановилось,. В апреле 2009 года, спустя несколько месяцев напряжённых судебных тяжб, в собственность города вернулась оставшаяся после строительства торгового центра территория троллейбусного депо № 1 на ул. Космонавтов. С 1 мая 2009 года началось восстановление оставшейся территории троллейбусного депо № 1. По указанию главы города, все работы необходимо было закончить к 1 сентября 2009 года.
Между тем, восстановление сети воронежского троллейбуса продолжилось. Выделенные бюджетом средства позволили провести реконструкцию контактной сети по улицам Космонавтов, Ворошилова и Кирова для восстановления с 1 июля 2009 года маршрута № 3 от конечной станции «Ул. Перхоровича» до улицы Пушкинской. С 11 августа маршрут продлевается до своей исторической конечной станции на вокзале Воронеж-1.
Восстановление троллейбусного депо № 1 завершилось к 1 сентября 2009 года. Реконструированное депо было торжественно открыто 3 сентября 2009 года. С этого момента весь выпуск троллейбусов на линию осуществляется с территории троллейбусного парка № 1.
Осенью 2009 года были выделены средства на закупку ещё одной партии новых троллейбусов. С первых дней октября до конца декабря 2009 года было получено 22 новых высокопольных троллейбуса ЗиУ-682Г.
С 25 октября 2009 года все городское троллейбусное хозяйство было объединено под эгидой МУП МТК «Воронежпассажиртранс». ЗАО «Воронежский троллейбус» фактически прекратило своё существование. После слияния двух предприятий новые троллейбусы были пущены и на существующие ранее маршруты (№ 2,7,17). Обслуживание же восстановленных маршрутов № 3, 7а резко ухудшилось — выпуск на них постепенно был сокращён до 2 троллейбусов, а в 2010 году данные маршруты были отменены.
В ноябре 2009 года открывается вторая половина нового Чернавского моста. Таким образом, ремонт объекта, продолжавшийся почти 18 лет, был успешно закончен. Вместе с вводом в эксплуатацию нового моста, на нём были установлены новые опоры и протянута новая контактная сеть. 23 ноября 2009 года троллейбусное движение возвращается на левый берег — восстанавливается и продлевается до конечной станции «Ул. Циолковского — ВАСО» маршрут № 1. Вместе с тем открывается небольшой участок троллейбусной сети в Юго-Западном районе города по улице Перхоровича в сторону посёлка 1 Мая и туда переносится конечная станция. Соответственно, за ненадобностью закрывается восстановленная в сентябре 2008 года троллейбусная конечная станция «Улица Перхоровича».
К концу 2009 года приостанавливается действие комплексной программы «Развитие пассажирского транспорта Воронежа на 2009—2013 годы». Городской администрацией принимается новая программа «Развитие городского пассажирского транспорта городского округа город Воронеж на период 2010—2014 годы».
В 2010 году в жизни воронежского троллейбуса не происходит серьёзных перемен, лишь постоянно корректируется маршрутная сеть троллейбуса:
- 1) Открываются маршруты № 4, 8, 11[78][79]
- 2) Закрываются маршруты № 1, 3, 7а[80]
- 3) Маршрут № 2 продлевается от конечной станции «Улица Пушкинская» до железнодорожного вокзала Воронеж-1, маршрут № 1 сокращается от конечной станции «Улица Циолковского» до железнодорожного вокзала Воронеж-1[81], а с ноября — до улицы Пушкинской и в конечном итоге закрывается в декабре.
- 4) Периодически открывались и закрывались маршруты № 15а, 21[82]. В день юбилея воронежского троллейбуса работали также кольцевые маршруты № 14, 15[83].
- 5) Для служебных рейсов была восстановлена троллейбусная линия по улице 20-Летия Октября[84].

Кроме того, в 2009—2010 годах городской администрацией регулярно проводились судебные разбирательства, в ходе которых в собственность города были возвращены 29 тяговых подстанций, выкупленных на аукционе коммерческой фирмой и комплекс, состоящий из 19 строений троллейбусного депо № 1 — в 2009 году. В 2010 году городская администрация отсудила компенсацию в размере 35,5 миллионов рублей за разрушенную инфраструктуру троллейбусного депо № 1 у компании X5 Retail Group. В июле 2010 года произошла смена руководства на предприятии «Воронежпассажиртранс» — его новым генеральным директором стал А. Ю. Зоткин.
Таким образом, свой 50-летний юбилей воронежский троллейбус встречал слегка помолодевшим, восстановленным. В планах на 2011 год значилось приобретение новой партии троллейбусов. Было анонсировано восстановление троллейбусного профилактория на улице Землячки. Должны были открыться новые троллейбусные маршруты по восстановленным линиям на улицах Мира, Землячки, Новосибирской к району Машмет. Согласно планам городской администрации, троллейбус планировалось вернуть в самые отдалённые районы города и восстановить инфраструктуру. Несмотря на обещания контактная сеть на улице Новосибирской вплоть до кольца "Завод ГОО" была демонтирована.

### После 2010 года
- С 2012 года работы по восстановлению троллейбуса фактически были свернуты. Парк машин сокращён за счет выбытия троллейбусов 1999—2002 годов выпуска, сократился штат водителей.
- На территории ранее законсервированного троллейбусного депо № 2 с 2012 года началось строительство жилого комплекса, однако задействована не вся территория парка, а только его часть; контактная сеть полностью демонтирована, однако все производственные и ремонтные цеха были целы по состоянию на сентябрь 2013 года, здания депо были окончательно снесены в 2016 году.
- 2 августа 2012 года закрыт маршрут №2
- В октябре 2012 года были закуплены 6 бывших в употреблении троллейбусов марки ЗиУ-9-012[Г0А] из города Белгород[89], которые были впоследствии списаны в период с 2015 по 2017 годы.
- Широкую известность в 2013 году получили новости о разработке логотипа предприятия, стилизованного под летучую мышь с надписью «Земля, прощай!. В добрый путь». Директор предприятия «Воронежпассажиртранс» объяснил это нововведение предписанием Роспотребнадзора, который потребовал от всех перевозчиков разместить собственный логотип на подвижном составе, однако после того, как логотип был «поднят на смех» общественностью, логотипом «Воронежпассажиртранса» стал обычный герб Воронежа[90].
- В 2014 году демонтирована контактная сеть на кольце "Железнодорожный вокзал "Воронеж-I" (В 2012 году восстановление троллейбусного движения к главному входу в вокзал оказалось невозможным в связи со строительством контрольно-пропускного пункта прямо под проводами), а также по улице Мира.
- Осенью 2015 года администрацией Воронежской области объявлен тендер на приобретение одного нового троллейбуса[91]. 28 декабря 2015 года в депо поступил один новый троллейбус модели Тролза-5275, однако по различным причинам новая машина смогла выйти на маршрут № 8 только в мае 2016 года.
- 25 мая 2016 года прекратил работу маршрут № 4.
- В апреле 2019 года была демонтирована троллейбусная инфраструктура на улице Мира[92]
- 30 октября 2019 после более чем 30 лет работы приостановил свою работу маршрут № 17. Закрытие движения связано с реконструкцией виадука через железнодорожные пути, под которым находилась также контактная сеть данного маршрута.[93] В тот же день службой контактной сети была демонтирована контактная сеть по улицам Маршака и Комарова.[94]

### После 2020 года
На начало 2025 года парк состоит из 5 троллейбусов марки ЗиУ-682Г-016.02 (1 машина сломана), 8 троллейбусами марки ЗиУ-682Г-016.04 (2 машины сломаны), 15 троллейбусами БКМ 420030 «Витовт» (3 машины сломаны) а также из двух троллейбусов марок Тролза-5265.00 «Мегаполис» и Тролза-5275.03 «Оптима» (по одной шутке каждая модель). Также имеются неходовые троллейбусы-памятники: ЗиУ-5Г и ЗиУ-682Г-016.02.  Также в 2023 году рассматривался вариант передачи троллейбусной сети в концессию холдингу "Синара" для реконструкции, однако дальнейших данных по этому вопросу нет.
- Апрель 2020 — приостановлена работа маршрута № 8 в связи с началом реконструкции проспекта Революции, предусматривающую демонтаж, замену опор и элементов контактной сети. В связи с карантином вследствие пандемии коронавирусной инфекции троллейбусное движение было приостановлено с 1 апреля по 1 июня 2020 года.[97]
- Июнь  2020 года -  в Воронеж прибыли  15 троллейбусов ЗиУ-682ГМ1 из Москвы. Восстанавливается контактная сеть по проспекту Революции, консольное крепление контактной сети меняется на поперечные растяжки.
- 10 июля 2020 года - возобновлена работа маршрута №8.[98]
- 16 ноября 2020 года -  приостановлена работа троллейбусных маршрутов №7 и №8 в связи с переносом контактной сети на новые опоры на нескольких улицах в центре города. Действует только маршрут №11[99]
- 29 декабря 2020 года - после восстановления контактной сети под виадуком по ул. 9 Января возобновляет работу маршрут №17 [100]
- С 14 по 19 января 2021 года была приостановлена работа маршрута №11 в связи с ремонтом канализации по ул. Циолковского.[101]
- 1 февраля 2021 года - после трехмесячного перерыва возобновлена работа маршрута №7. Планировалось восстановление маршрута №8, однако в тот же день после нескольких выходов на линию троллейбусы на данном маршруте оказались обесточены в связи с обрывом подземного кабеля, и маршрут снова прекратил работу на 3 дня. Работа маршрута №8 возобновлена 4 февраля после устранения обрыва.[102][103]
- 21 июня 2021 года был закрыт троллейбусный маршрут №8 из-за реконструкции проспекта Революции. Маршрут был заменён автобусами №21(Мкр Шилово  — Сев. Восточный район)[104]
- 5 июля 2021 года троллейбусный маршрут №17 стал частично обслуживаться автобусами большой вместимости и получил номер Т17[105].
- В августе 2021 года началась утилизация троллейбусов поставки 2009 года. На осень 2021 года списано 15 машин[106]
- 18 сентября 2021 года прекратилось обслуживание троллейбусами маршрута №17 (Ул.Вл.Невского - Перхоровича). На заменённом ранее автобусами маршрут под названием Т17  изменилась трасса движения, автобусы под "троллейбусным" маршрутом теперь следуют от к/ст "ул. Антонова-Овсеенко"  и следуют через ул. Хользунова. Впоследствии маршрут был перенумерован в 77. В городе действуют всего 2 троллейбусных маршрута - №7 (ВГУ - Депо №2) и №11 (Завод ВАСО - Северо-Восточный район.)[107]
- С 7 октября 2021 года приостановлена работа маршрута №11 в связи с ремонтом теплотрассы по улице Героев Стратосферы. Работает только маршрут №7 [108][109]
- 27 ноября 2021 года возобновлена работа маршрута №11 [110]
- В 2022 году вновь периодически прекращается работа маршрута №11  6 января 2022 года в результате ДТП - столкновением грузового автомобиля с опорой и последующим повреждением контактной сети на Ленинском проспекте .  28 марта 2022 года   работа маршрута №11 возобновлена, однако в связи с прорывом канализационного коллектора на ул. Героев Стратосферы 25 апреля вновь была приостановлена. 16 мая 2022 года маршрут снова возобновляет деятельность, но в связи в проведением ремонта теплотрассы с 30 мая по июль вновь приостанавливает работу. Затем после двухмесячной работы маршрут вновь приостанавливает деятельность с 31 августа и до окончания работ.[111][112][113][114]
- 1 февраля 2022 года начал работу троллейбусный маршрут №99 (ВГУ-ул. Вл. Невского), возобновлено троллейбусное движение в Северном районе. Это направление ранее именовалось под номерами 22 (1998-2003) и 7А (2009-2010).[115]
- Очередной вехой в деятельности воронежского троллейбуса становится прибытие в июне 2023 года троллейбусов новой для города модели -  БКМ 420030 «Витовт» 2013 года выпуска, переданных из Белгорода после закрытия троллейбусного движения. Всего в Воронеж поступило 16 машин, одна из них (№ 459) разобрана на запчасти.[116]  Первый день линейной работы - 15 августа 2023 года.[117]
- Октябрь 2023 - Все московские троллейбусы вышли из строя и ожидают исключения.
- С 31 октября 2023 года меняется нумерация бортовых номеров машин, впервые воронежские троллейбусы помимо инвентарных трехзначных номеров получают пятизначные в виде "013**" (1- компания-перевозчик "Воронежпассажиртранс", 3** основной бортовой номер троллейбуса).
- 4 ноября 2023 года была демонтирована контактная сеть по улице Домостроителей.[118]
- В октябре - декабре 2023 года утилизировано ещё 16 троллейбусов, 12 из которых - ЗиУ-682ГМ, привезенные из Москвы в 2020 году. Некоторые из них даже не вводились в эксплуатацию.[119]
- Весной 2024 года начато восстановление троллейбуса ЗиУ-682Г-016.02 №300, первой машины данной модификации, прибывшей в Воронеж в 2008 году - в связи с возможным выводом троллейбусов данной марки из эксплуатации, при помощи общественников решено сохранить одну единицу в качестве музейного экспоната.[120][121]
- Август 2024 - списаны последние три троллейбуса ЗиУ-682ГМ
- Сентябрь 2024: В связи с реконструкцией перекрёстка улицы 60 Армии и бульвара Победы маршрут №99 сокращен до кольца на улице Жукова. Также в связи со строительством развязки на пересечении Ленинского проспекта и улицы Остужева предполагается до конца работ прекращение работы маршрута №11 . Списано еще 4 троллейбуса.
- Ноябрь 2024: 29 ноября начинает работу маршрут, обслуживаемый троллейбусами, №33 в варианте "ВГУ - ул. Кирова - ул. 20-летия Октября - ул. Ворошилова - ул. Космонавтов - ул. Пеше-Стрелецкая - ул. Южно-Моравская - к/ст "ул. Перхоровича". Для запуска маршрута ведется реконструкция контактной сети на перекрестке улиц 20-летия Октября и Кирова. [122]
- Декабрь 2024: 11 декабря движение маршрута №33 временно приостановили в Воронеже. Об этом предупредили в городском управлении транспорта. Представители ведомства пояснили, что проезд для электротранспорта на улице Генерала Перхоровича затруднён из-за земляных работ. О восстановлении движения горожанам сообщили 27 января 2025 года[123].
- Январь 2025: 28 января возобновлено движение маршрута №33.
- Июль 2025: Троллейбусный маршрут №99 возвращён на постоянную схему движения после завершения реконструкции перекрёстка улицы 60 Армии и бульвара Победы.

## Маршрутная сеть

### Действующие маршруты
По состоянию на 2024 год действуют следующие троллейбусные маршруты:
- Маршрут № 7 — ВГУ — Памятник Славы

От ост. ВГУ по ул. Плехановской и Московскому пр. поворот на ул. Беговую и далее поворот на ул. Шишкова и поворот на ул. Хользунова далее разворот на Памятнике Славы и дальше по Московскому пр. и ул. Плехановской. Заезд к ВГУ через ул. Платонова. Фактически полукольцевой маршрут.
- Маршрут № 11 — Северо-Восточный район (остановка «Школа») — ул. Циолковского (ВАСО)

Ост. «ВАСО» по ул. Циолковского (остановки "Гостиница Восток", "ДК им. Кирова), Ленинскому проспекту до остановки «Школа».
В связи со строительством остужевской развязки, маршрут приостановлен на длительный период времени. После окончания работ планируется возобновление движения по данному маршруту.
- Маршрут № 33 — ВГУ - ул. Перхоровича

"ВГУ - ул. Кирова - ул. 20-летия Октября - ул. Ворошилова - ул. Космонавтов - ул. Пеше-Стрелецкая - ул. Южно-Моравская - к/ст "ул. Перхоровича".
- Маршрут №99 — ВГУ - Ул. Владимира Невского

От ост. "ВГУ" по ул. Плехановской и Московскому Проспекту поворот на памятнике славы на улицу Хользунова, ул. Маршала Жукова, затем поворот на Бульвар победы и далее до конечного пункта "Универсам Молодёжный" по ул. Владимира Невского. В обратном направлении идентично, заезд к ВГУ через ул. Платонова.
С 21 сентября 2024 по 2 июля 2025 года в связи с дорожными работами на Бульваре Победы следовал по укороченной трассе до конечной остановки «Улица Маршала Жукова
Время работы воронежских троллейбусов  с 6-00 до 21-30 ежедневно.

### Закрытые маршруты[7][37]
- Маршрут № 1 — ул. Комарова — Вокзал «Воронеж I»

С 2002 г. «Вокзал — Перхоровича» закрыт в декабре 2003 года, возрождён в ноябре 2009 года в виде «ул. Перхоровича (пос. 1 мая) — ул. Циолковского». В мае 2010 сокращён до Вокзала «Воронеж I», затем в ноябре 2010 до ул. Пушкинская. Окончательно закрыт в декабре 2010.
- Маршрут № 2 — ун. Молодёжный — Вокзал «Воронеж I»

Со 2 ноября 2005 года сокращён до улицы Пушкинской и курсировал в таком виде: «ул. Пушкинская — ун. Молодёжный», затем в июне 2010 г. вновь продлён до вокзала «Воронеж I», просуществовал в таком виде 4 месяца, затем вновь был сокращён до ул. Пушкинской. С сентября 2011 до июля 2012 — маршрут выходного дня. Закрыт 2 августа 2012 г.
- Маршрут № 3 — Вокзал «Воронеж I» — ул. Перхоровича

Закрыт в январе 2003 года, возрождён в августе 2009 года, в виде «ул. Пушкинская — ул. Перхоровича», продлевался с августа 2009 до мая 2010 года до Вокзала «Воронеж I», затем вновь сокращён до конечной станции «ул. Пушкинская» и был закрыт в июле 2010 года. Возрождён 29.11.2024 в виде маршрута №33 ВГУ  — ул. Перхоровича с движением по Кирова в обе стороны, как в 1960-е  — 1970 -е годы.
- Маршрут № 4 — ВГУ — ул. Циолковского (по Чернавскому мосту)

Закрыт 22 февраля 2006 года, возрождён 1 мая 2010 года, затем вновь закрыт в 2016 году.
- Маршрут № 5 — ун. Молодёжный — ул. Южно-Моравская

С 2002 года продлён до ул. Перхоровича. Закрыт 22 февраля 2006 года.
- Маршрут № 6 — ун. Молодёжный — ул. Пушкинская (По бульвару Победы)

Открыт в 1987 году. Закрыт в 2002 году. Существовал также в варианте Вокзал «Воронеж I» — завод ГОО(через мост ВОГРЭС)
- Маршрут № 8 — Северо-Восточный микрорайон(ост. Школа — ВГУ

Закрыт в 2002 году, возрождён 20 января 2010 года. Работа маршрута также приостанавливалась с 1 апреля по 9 июля, а с 21 июня 2021 года маршрут закрыт в связи с реконструкцией тротуаров на проспекте Революции.
- Маршрут № 9 — Северо-Восточный микрорайон(ост. Школа) — Вокзал «Воронеж I»

Закрыт в декабре 2003 года.
- Маршрут № 10 — Северо-Восточный микрорайон(ост. Школа) — ВЗСАК

Закрыт в 2002 году.
- Маршрут № 11 — Завод ГОО — Северо-Восточный микрорайон(ост. Школа

С 2002 года «ВАСО(ул. Циолковского) — Северо-Восточный микрорайон(ост. Школа)», закрыт 22 февраля 2006 года. Возрождён 20 января 2010 года.
- Маршрут № 12 — ун. Молодёжный — ВГУ (по ул. Хользунова)

Закрыт в 2002 году.
- Маршрут № 13 — ул. Перхоровича — ул. Пушкинская

Закрыт в 2002 году.
- Маршрут № 14 — ДК им. Кирова — ВГУ (кольцевой)

Открыт в 1976 году.Закрыт в 2004 году.
- Маршрут № 15 — ул. Героев стратосферы Кольцовский сквер (кольцевой)

Закрыт в 2004 году.
- Маршрут № 15а — ул. Циолковского — Кольцовский сквер(по ВОГРЭСовскому мосту)

21 мая 2010 года начал работу маршрут № 15а, следующий от Кольцовского сквера до ул. Циолковского (обслуживался двумя троллейбусами, проработал всего 1 день). Тем не менее, 16 августа 2010 года маршрут вновь восстановлен, но всего лишь на 7 дней.
- Маршрут № 16 — ун. Молодёжный — пл. Застава (По бульвару Победы)

Закрыт в 2001 году, работал по будням.
- Маршрут № 17 — Бульвар Победы — ул. Перхоровича. Существовал 1981 - 2021 годы

Ост. «Ул. Перхоровича», ул. Южно-Моравская, ул. Пешестрелецкая, ул. Донбасская, пл. Заставы, Московский проспект, ул. Хользунова, ул. Жукова, Б-р Победы, ул. Владимира Невского.
Маршрут открыт в 1981 году до к/ст «Южно-Моравская улица», с 1988 года продлён до к/ст «улица Перхоровича». В апреле 2007 маршрут был сокращён до конечной станции «Южно-Моравская улица» в Советском районе Воронежа и продлён до к/ст «универсам Молодёжный» в Северном микрорайоне. В сентябре 2008 года маршрут был обратно продлён до улицы Перхоровича. В 2009-м году маршрут был продлён до новой конечной напротив посёлка «1 мая». 30 октября 2019 года прекратил работу в связи с реконструкцией виадука на улице 9 января. Возобновил работу 29 декабря 2020 года. С 5 июля 2021 года маршрут обслуживается  автобусами под номером Т17, троллейбусов на маршруте всего несколько единиц. С 18 сентября 2021 года переведен на полное обслуживание автобусами 77-го маршрута с одновременным переносом конечной с ул. Вл. Невского на к/ст "Ул. Антонова-Овсеенко" 
Маршрут № 18 — Бульвар Победы — ВГУ
Существовал 1994—2001 годы, работал по будням. В 1997 году продлен до ВГУ, переведен на основной режим работы..
- Маршрут № 19 — ВГУ — ВАСО(ул. Циолковского) (по ВОГРЭСовскому мосту)

Работал 1994—2001 годы.
- Маршрут № 20 — з-д ГОО — ВАСО(ул. Циолковского)

Работал 1998—2001 годы, в первоначальном виде ВГУ — з-д ГОО(экспресс)
- Маршрут № 21 — ун. Молодёжный — Северо-Восточный микрорайон(ост. Школа) (по ул. Хользунова)

Работал 1998—2004 годы, в первоначальном виде ВГУ-Ильича по Вогрэсовскому мосту.
- Маршрут № 22 — ун. Молодёжный — ВГУ (по бульвару Победы)

Работал 1998—2003 годы. С 2009 по 2010 год существовал в виде маршрута 7а, а также в конце 1990-х годов в виде Вокзал Воронеж I — Ильича. Возрождён в 2022 году в виде маршрута №99

## Подвижной состав

###### Действующий
| Модель                     | Всего | Работают |
| -------------------------- | ----- | -------- |
| БКМ 420030 «Витовт»        | 15    | 12       |
| ЗиУ-682Г-016.04            | 8     | 6        |
| ЗиУ-682Г-016.02            | 5     | 4        |
| Тролза-5265.00 «Мегаполис» | 1     | 1        |
| Тролза-5275.03 «Оптима»    | 1     | 1        |
| Всего:                     | 30    | 24       |

###### Музейный
| Модель          | Кол-во |
| --------------- | ------ |
| ЗиУ-5Г          | 1      |
| ЗиУ-682Г-016.02 | 1      |

###### Работавший в городе
| Модель              | Кол-во | Годы эксплуатации                   |
| ------------------- | ------ | ----------------------------------- |
| ЗиУ-5               | 94     | 1965 — 1985                         |
| ЗиУ-682             |        | 1987 — н.в; последний списан в 2023 |
| ЗиУ-682ГМ1          | 15     | 2020 — 2023                         |
| ЗиУ-7               | 4      | 1965 — 1972                         |
| КТГ-1               | 5      | 1975 — 2008                         |
| КТГ-2               | 3      | 1980 — 2008                         |
| ЛиАЗ-5280           | 1      | 2008 — 2008                         |
| МТБ-82Д             | 32     | 1960 — 1969                         |
| Нижтролл (ЗиУ-682Г) | 4      | 2003 — 2006                         |

 * информация по ЗиУ-9 указана с учётом всех модификаций, поставляемых в город. 
- Движение троллейбусов в Воронеже открылось моделью троллейбуса МТБ-82. На момент открытия системы таких машин поступило 32 штуки[1]. Также существовал троллейбус МТБ-82 «Орленок» который был построен из металлолома, собранного школьниками. Более троллейбусы данной модели в город не поставлялись и работали на городских магистралях до 1969 года[7].
- С 1965 года ТТУ производились закупки троллейбусов ЗиУ-5. Всего подобных машин было закуплено 94 штуки[7]. В первом троллейбусном парке до августа 2006 года сохранялись кузова двух троллейбусов ЗиУ-5, ранее использовавшихся в Воронеже, но после консервации депо они были разукомплектованы на металл. Некоторая часть ЗиУ-5 была поставлена в состоянии б/у из других городов. В настоящее время известно два сохранившихся на территории Воронежской области троллейбуса ЗиУ-5: троллейбус-памятник ЗиУ-5Г на территории первого депо, привезенный из Белгорода а также превосходно сохранившийся кузов оригинального ЗиУ-5 1964 г.в. на Ближних садах.[139][139]
- В 1966 году в город также поступило до 6 машин марки ЗиУ-7. Данная модель была укороченной версией ЗиУ-5, и была выпущена в ограниченном количестве. Из-за низкой надёжности и малой пассажировместимости данный тип троллейбуса в Воронеже не пользовался популярностью ни среди водителей, ни среди обслуживающего персонала и машины часто простаивали в депо в резерве. До 2020 года считалось, что каких либо документальных свидетельств наличия ЗиУ-7 не сохранилось, однако в сети появилось документальное видео, не относящееся к воронежскому транспорту, но на нем присутствует троллейбус указанной модели. Машины проработали до 1971 года.[140][141].
- С 1972 года в Воронеж поступают троллейбусы типа ЗиУ-682 (начальное обозначение ЗиУ-9), вскоре ими были заменены все более старые модели[7].
- До начала 2008 года в депо базировалось три грузовых дуобуса КТГ[142] (два в первом троллейбусном депо и один в третьем трамвайном депо), которые позже были списаны. В середине 1980-х годов в городе было около 10 технических троллейбусов. По состоянию на 1 января 2001 года в городе имелось 182 единицы подвижного состава в троллейбусных депо[49].

В троллейбусном депо № 2 с 2002 по 2008 годы был налажен капитально-восстановительный ремонт троллейбусного парка, который в последнее время проводился в крайне малых объёмах из-за отсутствия должного финансирования.
К 2008 году в городе насчитывалось всего лишь 48 троллейбусов, большая часть из которых уже выработала свой ресурс. Остро стоял вопрос о необходимости обновления подвижного состава. В июле 2008 года в троллейбусное депо № 2 города Воронежа на испытания пришёл троллейбус ЛиАЗ-5280, который эксплуатировался менее полугода из-за заводских недоработок, и в декабре был отправлен обратно на завод изготовитель.
Неудачные испытания троллейбуса ЛиАЗ-5280 показали, что городу требуется выбрать другую модель для эксплуатации на троллейбусных маршрутах. Городским бюджетом выделяются средства для закупки одного нового троллейбуса ЗиУ-682Г производства завода Тролза (аналогичные троллейбусы эксплуатируются в городе с 1972 года). В ноябре 2008 года в город прибыл новый троллейбус. По прибытии в город он получил бортовой № 300 и стал первой машиной, закупленной городом с 2002 года. Испытания нового троллейбуса показали, что данная модель приспособлена для эксплуатации на городских улицах и легко осваиваема ремонтным персоналом, вследствие чего мэрия принимает решение о закупке новой партии аналогичных машин в 2009 году.
В апреле 2009 года в Воронеж, вместе с партией новых троллейбусов, был поставлен первый низкопольный троллейбус в городе — Мегаполис.
28 декабря 2015 года в Воронеж прибыл новый троллейбус Тролза-5275.03, который вышел на 8 маршрут 20 июня 2016 года
9 июня 2020 года в Воронеж пришла первая поставка из 3 троллейбусов ЗиУ-682 -ГМ1, ранее эксплуатировавшихся в Москве в 8 троллейбусном парке. До 25 июня в Воронеж было доставлено 15 машин.
Подвижной состав воронежского троллейбуса по состоянию на начало 2020 года представлен 44 троллейбусами ЗиУ-682 — модификации Г0М-016.02/016.04; 1 троллейбусом Тролза-5265 Мегаполис, одним троллейбусом Тролза-5275, а также неходовым троллейбусом-памятником ЗиУ-5. К 2014 году по программе развития городского транспорта планировалось увеличение численности подвижного состава троллейбуса до 200 троллейбусов, однако данная программа выполнена не была.
В июне 2023 года Воронеж получает 15 троллейбусов АКСМ-420  «Витовт», переданные в связи с закрытием троллейбусного движения в Белгороде, после оформления соответствующей документации машины вышли на маршруты 7 и 99 15 августа 2023 года. Через некоторое время троллейбусы также вышли на восстановленный 11 маршрут 

## Троллейбусные парки

### Троллейбусное депо № 1
Троллейбусное депо № 1 введено в эксплуатацию 8 ноября 1960 года. Расположено на улице Космонавтов, 27 (до 2006 года улица Космонавтов, 19).
До 1992 года депо юридически находилось в ведении ТТУ. С 1992 года ТТУ было юридически преобразовано в производственное объединение «Воронежгорэлектротранс», на балансе которого находилось троллейбусное депо. В феврале 2003 года троллейбусный парк был передан в долгосрочную аренду компании-инвестору из Нижнего Новгорода. В августе 2005 года парк был продан с аукциона компании «Атлантида».
В неизменном виде депо функционировало до 20 апреля 2006 года. В дальнейшем, в связи с банкротством производственного объединения «Воронежгорэлектротранс» и накоплением долгов компанией «Нижегородский троллейбус», арендатор-инвестор ушёл из Воронежа. Имущество депо было распродано, а на его основном веере был построен торговый центр. Оставшаяся часть территории использовалась в качестве стоянки для маршрутных автобусов, действовала также и газовая заправка. Несмотря на то, что предприятие имело статус законсервированного, по факту оно потеряло свою прежнюю функцию.
В 2009 году в ходе договорённостей с текущим собственником строений и земли, депо было выкуплено обратно в собственность города, при этом оставшаяся территория парка сократилась почти в два раза по сравнению с первоначальным состоянием. Несмотря на это была восстановлена вся инфраструктура, необходимая для обслуживания троллейбусов и проведения различных видов ремонта. В ходе реализации муниципальной целевой программы «Развитие городского пассажирского транспорта городского округа город Воронеж» 3 сентября 2009 года парк вновь начал свою работу и сегодня является единственным электротранспортным предприятием в городе, предназначенным для проведения ремонта и осмотра подвижного состава. В 2001 году парку было присвоено имя героя Советского Союза Д. И. Лебедева.
Эксплуатационные возможности троллейбусного депо № 1 позволяли разместить в нём до 150 троллейбусов, с проведением всех видов ремонта, включая капитально-восстановительный. С 2009 года номинальная вместимость уменьшилась до 80 машиномест, однако есть возможность расширения территории за счёт примыкающего автобусного парка (ПАТП-4) и номинальной вместимости до 130 машиномест.
Эксплуатируемые модели троллейбусов: МТБ-82, ЗиУ-5, ЗиУ-7, ЗиУ-682 различных модификаций, Тролза-5265, Тролза-5275, АКСМ-420
Обслуживаемые маршруты: № 1, 3, 4, 5, 10, 11, 13, 14, 15, 17, 19, 20 (по состоянию на середину 1990-х годов).

### Троллейбусное депо № 2
Торжественное открытие объекта состоялось 23 июля 1976 года, парк был расположен на улице Хользунова, 38.
Продан на торгах, проводимых конкурсным управляющим 1 февраля 2006 года, компании ООО «Стройплюс», позже перепродан УК «Литис». Депо функционировало в неизменном виде до 3 сентября 2009 года, затем все троллейбусы были переведены во вновь открытое депо № 1. Предполагалось функционирование депо в принятом генеральном плане развития Воронежа и муниципальной целевой программе «Развитие городского пассажирского транспорта городского округа город Воронеж на период 2010—2014 годов». В июле 2012 года на территории депо была демонтирована контактная сеть, и началась застройка территории. В апреле 2014 года начался снос ремонтно-производственного корпуса. Городу выкупить оставшуюся часть территорию депо так и не удалось, хотя существовал план выкупа территории депо в случае, если будет разрешено строительство на месте трамвайного депо на улице Кривошеина, 13. В 2014—2016 годах все постройки на территории депо были снесены. В настоящее время от комплекса зданий депо остался только административный корпус, реконструированный в магазин. В настоящее время на месте бывшего депо построен жилой комплекс «Острова»
Эксплуатационные возможности троллейбусного депо № 2 позволяли разместить в нём до 200 троллейбусов, с проведением всех видов ремонта, включая капитально-восстановительный.
Эксплуатируемые модели троллейбусов: ЗиУ-9 различных модификаций, ЛиАЗ-5280, Тролза-5265.
Обслуживаемые маршруты: № 2, 6, 7, 8, 9, 12, 16, 18, 21, 22 (по состоянию на середину 1990-х годов)

### Троллейбусный профилакторий
В 1970-х годах в отдалённой промзоне на улице Землячки на левом берегу началось строительство небольшого троллейбусного эксплуатационного предприятия - профилактория. Единственным строением на его большой территории был цех мелкого ремонта троллейбусов на две канавы. Проектная мощность предприятия - 50 машин. Планировалось, что площадка будет помимо ремонта ещё и обслуживать левобережные маршруты, работающие вдали от своих депо.
Открытие профилактория состоялось в апреле 1980 года. Как и задумывалось, в нём проводился дневной профосмотр троллейбусов и некоторые виды внепланового ремонта. Несмотря на то, что иногда предприятие именовалось "ночной троллейбусной площадкой", троллейбусы там отстаивались ночью в редких случаях, когда машина не могла добраться в своё депо своим ходом из-за серьёзной поломки, а ремонтная бригада депо не могла добраться до профилактория до конца смены.
В 1999 году в целях оптимизации расходов ВГЭТ предприятие было закрыто. В полном размере его возможности так и не были использованы. В 2000х годах передавался в ведение ПАТП-5, но была в собственности ВГЭТ, впоследствии территория была продана. В 2009 году в рамках программы возрождения электротранспорта планировалось возобновление работы в качестве троллейбусного парка №3
Долгое время площадка была заброшена - на территории профилактория полностью демонтирована вся инфраструктура, ремонтный цех находился в полуразрушенном состоянии - в здании полностью вырезан весь металл.
Летом 2024 года здание профилактория снесено.

## Последствия разрушения сети
Последствиями деградации электрического транспорта Воронежа стали:
- Ухудшение состояние экологии в городе, повлёкшее рост числа лёгочных заболеваний[161][162].
- Увеличение уровня шума на дорогах[161][163].
- Трёхкратное снижение подвижности населения[163][164].
- Значительный рост аварийности на городском пассажирском транспорте[163].
- 40%-й дефицит транспортного обслуживания населения[163].
- Рост до 43 % вклада городского пассажирского транспорта в возникновение автомобильных заторов[163].

В связи с этим в 2006 году глава городской администрации городского округа Воронежа Б. М. Скрынников заявил о намерении восстановить трамвайное и троллейбусное движение и увеличить число троллейбусов в городе к 2010 году до 300 штук. Однако реальные шаги, направленные на восстановление троллейбусного движения начал только следующий мэр Сергей Колиух, однако после покупки 45 троллейбусов в 2009 году данная программа возрождения троллейбусного движения в Воронеже вновь была остановлена на неопределенный срок.

## Общественное мнение и перспективы
В 2005 году для защиты электротранспорта было создано Региональное общественное движение «Комитет — „Воронежцы за трамвай“». Комитет ставит своими целями пропаганду развития электротранспорта, консультацию СМИ и городских властей об преимуществах электротранспорта, распространение достоверной информации о трамвае и троллейбусе, как видах городского пассажирского транспорта. Деятельность данной организации, несмотря на название, была активно связана с борьбой и за троллейбусное движение. В частности, были проведены следующие акции, направленные на повышение внимания властей и общественности, к проблемам городского электротранспорта:
- 2 февраля 2006 года — митинг на площади Ленина в Воронеже, в защиту от продажи имущества МУП «Воронежэлектротранс».
- 25 апреля 2006 года — митинг на площади Ленина в Воронеже, в поддержку работников электротранспорта.
- 5 июля 2006 года — Акция «Похороны старого троллейбусного движения», в первом троллейбусном парке Воронежа, против продажи его земли коммерческим структурам.

Активное участие Комитет принимал в корректировке транспортной части Генерального плана развития Воронежа и долгосрочной муниципальной целевой программе «Развитие пассажирского транспорта Воронежа на 2010—2014 годы».
Согласно результатам опроса общественного мнения, проведённого с 11 по 17 декабря 2009 года фондом «Квалитас», почти 60 % воронежцев считают, что троллейбусы помогут разрядить ситуацию на городских автомагистралях. Несмотря на то, что воронежцы видят выход в развитии электротранспорта, большинство смотрит в будущее с пессимизмом. Так, 36 % респондентов посчитали, что ситуация в будущем коренным образом не поменяется, а 35 % и вовсе видят только ухудшение положения. Последние опросы, проводимые тем же центром в декабре 2010 года, показывают, что 82,4 % жителей областного центра считают правильным решение мэрии о возврате троллейбусов на городские улицы и всего 10,1 % — неправильным, а 7,5 % затрудняются ответить.
В настоящий момент, по данным департамента транспорта администрации города, муниципальным транспортом Воронежа (вместе троллейбусами и автобусами) перевозится чуть более 8 % горожан.
В целях создания устойчивой и эффективной системы функционирования пассажирского транспорта, возрождения муниципального автомобильного и электрического транспорта, создания регулируемого рынка транспортных услуг, обеспечения сбалансированной работы перевозчиков всех форм собственности, развития конкуренции, направленной на повышение качества предоставляемых услуг, администрацией городского округа город Воронеж 14 декабря 2009 года принимается долгосрочная муниципальная целевая программа «Развитие городского пассажирского транспорта городского округа город Воронеж на период 2010—2014 годов»
В рамках данной программы предлагалось приобретение 200 троллейбусов в ближайшие несколько лет. В 2009 году администрация Воронежа сообщила о закупке 45 троллейбусов, которые на данный момент ездят по существующим городским маршрутам.
В рамках Генерального плана развития города Воронеж, предполагалось почти трёхкратное увеличение протяжённости троллейбусных линий, в том числе бурное развитие троллейбусного транспорта в Северном и Левобережном районах города.
На 2020 год вышеуказанные машины почти полностью выработали свой ресурс. Значительная часть имеющихся троллейбусов поставки 2008-2009 годов простаивает в депо в разукомплектованном виде в ожидании запасных частей.
В конце осени 2021 года были объявлены планы администрации Воронежа о передачи воронежской троллейбусной сети в концессию,объём инвестиций оценивается в 6,6 млрд рублей. Однако в настоящее время о результатах обсуждения ничего неизвестно